# Veelstekelbaarzen
Veelstekelbaarzen (Polycentridae) zijn een familie van straalvinnige vissen uit de orde van Baarsachtigen (Perciformes).

## Geslachten
- Polycentrus Müller & Troschel, 1849
- Monocirrhus Heckel, 1840